# 明水种畜场
明水种畜场是位于中国黑龙江省绥化市明水县通达镇的一个国有农场，所在区域列为明水县的一个类似乡级单位。
明水县人民政府相关文件中，将国营林场和明水种畜场的指标情况包含在通达镇内。

## 行政区划
下辖以下地区：
明水种畜场虚拟生活区。